# Пригородное (Чечня)
Пригородное — упразднённое село в Грозненском районе Чечни. Являлось административным центром Пригородненского сельского поселения.
В 2021 году включено в состав города Грозный и исключено из учётных данных.
В настоящее время образует внутригородской посёлок Шейха Изнаура (или имени Шейха Изнаура Несерхоева) в составе Байсангуровского района города.

## География
Село расположено у подножья Грозненского хребта, вдоль канала Хазкинтотол, у юго-восточной окраины города Грозный.
Ближайшие населённые пункты: на севере — посёлок Ханкала (в составе города Грозный), на северо-востоке — село Бердыкель, на юго-востоке — село Чечен-Аул и на юго-западе — посёлок Элиханова (в составе города Грозный).

## История
Ранее на месте современного села располагались поселения — Арцу-Юрт и Касым-Юрт.
В 1961 году указом Президиума Верховного Совета РСФСР, хутор Комсомольский был переименован в селение Пригородное.
1 января 2020 года село Пригородное вместе со всей территорией бывшего Пригородненского сельского поселения было передано из состава Грозненского района в пользу городского округа город Грозный.
Законом от 6 мая 2020 года Пригородное к 1 января 2021 года включено в городскую черту г. Грозного, в Октябрьский район.
Решением Грозненской Городской Думы, 1 января 2021 года Пригородное был переименован в посёлок имени Шейха Изнаура Несерхоева или сокращённо — посёлок Шейха Изнаура.

## Население
| 1990  | 2002  | 2010  | 2012  | 2013  | 2014  | 2015  |
| ----- | ----- | ----- | ----- | ----- | ----- | ----- |
| 3978  | ↗4852 | ↗4884 | ↗4902 | ↗4957 | ↗4998 | ↗5086 |
| 2016  | 2017  | 2018  | 2019  |       |       |       |
| ↗5163 | ↗5297 | ↗5366 | ↗5449 |       |       |       |

Национальный состав
По данным Всероссийской переписи населения 2010 года:
| № | Национальность | Численность, чел. | Доля    |
| - | -------------- | ----------------- | ------- |
| 1 | чеченцы        | 4 868             | 99,67 % |
| 2 | другие         | 16                | 0,33 %  |

## Образование
- Пригородная муниципальная средняя общеобразовательная школа[22].